# Les Fessey
Les Fessey és un municipi francès situat al departament de l'Alt Saona i a la regió de Borgonya - Franc Comtat. L'any 2007 tenia 124 habitants.

## Demografia

### Població
El 2007 la població de fet de Les Fessey era de 124 persones. Hi havia 48 famílies, de les quals 12 eren unipersonals (4 homes vivint sols i 8 dones vivint soles), 16 parelles sense fills, 16 parelles amb fills i 4 famílies monoparentals amb fills.
La població ha evolucionat segons el següent gràfic:
Habitants censats

### Habitatges
El 2007 hi havia 65 habitatges, 50 eren l'habitatge principal de la família, 14 eren segones residències i 1 estava desocupat. Tots els 65 habitatges eren cases. Dels 50 habitatges principals, 41 estaven ocupats pels seus propietaris, 8 estaven llogats i ocupats pels llogaters i 1 estava cedit a títol gratuït; 5 tenien tres cambres, 13 en tenien quatre i 32 en tenien cinc o més. 43 habitatges disposaven pel capbaix d'una plaça de pàrquing. A 20 habitatges hi havia un automòbil i a 20 n'hi havia dos o més.

### Piràmide de població
La piràmide de població per edats i sexe el 2009 era:
| Homes | Edats   | Dones |
| ----- | ------- | ----- |
| 0     | 95 o +  | 0     |
| 0     | 90 a 94 | 0     |
| 4     | 85 a 89 | 0     |
| 0     | 80 a 84 | 4     |
| 4     | 75 a 79 | 4     |
| 4     | 70 a 74 | 4     |
| 0     | 65 a 69 | 4     |
| 4     | 60 a 64 | 4     |
| 0     | 55 a 59 | 4     |
| 4     | 50 a 54 | 4     |
| 0     | 45 a 49 | 4     |
| 8     | 40 a 44 | 0     |
| 8     | 35 a 39 | 8     |
| 0     | 30 a 34 | 0     |
| 0     | 25 a 29 | 4     |
| 0     | 20 a 24 | 0     |
| 4     | 15 a 19 | 0     |
| 0     | 10 a 14 | 0     |
| 4     | 5 a 9   | 4     |
| 4     | 0 a 4   | 4     |

## Economia
El 2007 la població en edat de treballar era de 79 persones, 59 eren actives i 20 eren inactives. De les 59 persones actives 57 estaven ocupades (32 homes i 25 dones) i 2 estaven aturades (2 dones i 2 dones). De les 20 persones inactives 6 estaven jubilades, 3 estaven estudiant i 11 estaven classificades com a «altres inactius».
Activitats econòmiques
L'únic establiment que hi havia el 2007 era d'una empresa de construcció.
L'any 2000 a Les Fessey hi havia 7 explotacions agrícoles que ocupaven un total de 176 hectàrees.

## Poblacions més properes
El següent diagrama mostra les poblacions més properes.